# Bah Butong Dua
Bah Butong Dua is een bestuurslaag in het regentschap Simalungun van de provincie Noord-Sumatra, Indonesië. Bah Butong Dua telt 1795 inwoners (volkstelling 2010).